# N95 (België)
De N95 is een gewestweg in de Belgische provincies Namen en Luxemburg. Deze weg vormt de verbinding tussen Dinant en Mogimont.
De totale lengte van de N95 bedraagt ongeveer 54,5 kilometer.

## Plaatsen langs de N95
- Dinant
- Anseremme
- Falmignoul
- Falmagne
- Mesnil-Saint-Blaise
- Feschaux
- Baronville
- Beauraing
- Pondrôme
- Vonêche
- Malvoisin
- Gribelle
- Gedinne Station
- Bièvre
- Baillamont
- Carlsbourg
- Mogimont

## N95a
De N95a is een aftakking en onderdeel van de N95 in Dinant. De route begint aan de zuidkant van Dinant en gaat richting het noorden. Dit gedeelte is ingericht als een eenrichtingsverkeersweg en alleen te berijden vanuit het zuiden richting het noorden. Verkeer richting het zuiden maakt gebruik van de N95. Bij dePont Charles de Gaulle gaat de N95a de Maas over. Dit stukje van de route is in beide richtingen te berijden en het vormt samen met de N92a een overbruggingsgedeelte voor de N936. De totale lengte van de N95a bedraagt ongeveer 1,4 kilometer.

## N95b
De N95b is een aftakking van de N95 bij Anseremme. De eigenlijke 550 meter lange route was de oude route van de N95 langs de woningen heen. Door het drukkere verkeer is de N95 hieromheen aangelegd. De huidige aansluitingen van de N95b op de N95 maken geen onderdeel uit van de oude route van de N95. De N95b is nu ingericht als eenrichtingsverkeersweg en alleen toegankelijk voor bestemmingsverkeer.

## N95d
De N95d is een verbindingsweg bij Beauraing. De 1,4 kilometer lange route verbindt de N95 met de N40 via de Rue Prés des Fontaines.